# Saverdun
Saverdun (Savardun en occitan) est une commune française située dans le département de l'Ariège, en région Occitanie. Sur le plan historique et culturel, la commune fait partie du pays de l'Aguanaguès ou plaine d'Ariège, parfois appelé basse Ariège, ou piémont ariégeois.
Exposée à un climat océanique altéré, elle est drainée par l'Ariège, le Crieu, le Galage, l'Aure, le Lansonne, l'Aure de Canté, le Galageot et par divers autres petits cours d'eau. La commune possède un patrimoine naturel remarquable : un site Natura 2000 (« Garonne, Ariège, Hers, Salat, Pique et Neste »), deux espaces protégés (le « cours de l'Ariège » et « la Garonne, l'Ariège, l'Hers Vif et le Salat ») et trois zones naturelles d'intérêt écologique, faunistique et floristique.
Saverdun est une commune rurale qui compte 4 808 habitants en 2022, après avoir connu une forte hausse de sa population depuis 1975. Elle appartient à l'unité urbaine de Saverdun et fait partie de l'aire d'attraction de Toulouse. Ses habitants sont appelés les Saverdunois ou Saverdunoises.
Le patrimoine architectural de la commune comprend un immeuble protégé au titre des monuments historiques : le camp du Vernet, inscrit en 2019.

## Géographie

### Localisation
La commune de Saverdun se trouve dans le département de l'Ariège, en région Occitanie.
Située en plaine d'Ariège entre Toulouse et Pamiers, la commune est limitrophe du département de la Haute-Garonne.
Sur le plan historique et culturel, Saverdun fait partie du pays de l'Aguanaguès ou plaine d'Ariège, parfois appelé basse Ariège, ou piémont ariégeois. Ce pays, dont l'origine remonte probablement à l'époque carolingienne s'applique à la plaine de Pamiers et, par extension, à celle de Saverdun.
Elle se situe à 30 km à vol d'oiseau de Foix, préfecture du département, et à 13 km de Pamiers, sous-préfecture.
Les communes les plus proches sont : 
Canté (4,1 km), Labatut (5,6 km), Brie (5,6 km), Le Vernet (5,9 km), Lissac (6,4 km), Justiniac (7,1 km), Saint-Quirc (7,4 km), Calmont (7,6 km).
Saverdun est limitrophe de dix autres communes dont deux dans le département de la Haute-Garonne.
| Canté          | Cintegabelle (Haute-Garonne) | Calmont (Haute-Garonne) |
| Brie           | Saverdun                     | Mazères                 |
| Esplas, Unzent | Bonnac                       | Montaut, Le Vernet      |

### Superficie et relief
La superficie cadastrale de la commune publiée par l’Insee, qui sert de références dans toutes les statistiques, est de 61,47 km2,. La superficie géographique, issue de la BD Topo, composante du Référentiel à grande échelle produit par l'IGN, est quant à elle de 62,11 km2.  L'altitude du territoire varie entre 209 m et 374 m.

### Géologie
La commune est située dans le Bassin aquitain, le deuxième plus grand bassin sédimentaire de la France après le Bassin parisien, certaines parties étant recouvertes par des formations superficielles. Les terrains affleurants sur le territoire communal sont constitués de roches sédimentaires datant du Cénozoïque, l'ère géologique la plus récente sur l'échelle des temps géologiques, débutant il y a 66 millions d'années. La structure détaillée des couches affleurantes est décrite dans les feuilles « n°1035 - Saverdun » et « n°1057 - Pamiers » de la carte géologique harmonisée au 1/50 000ème du département de l'Ariège, et leurs notices associées,.

### Hydrographie

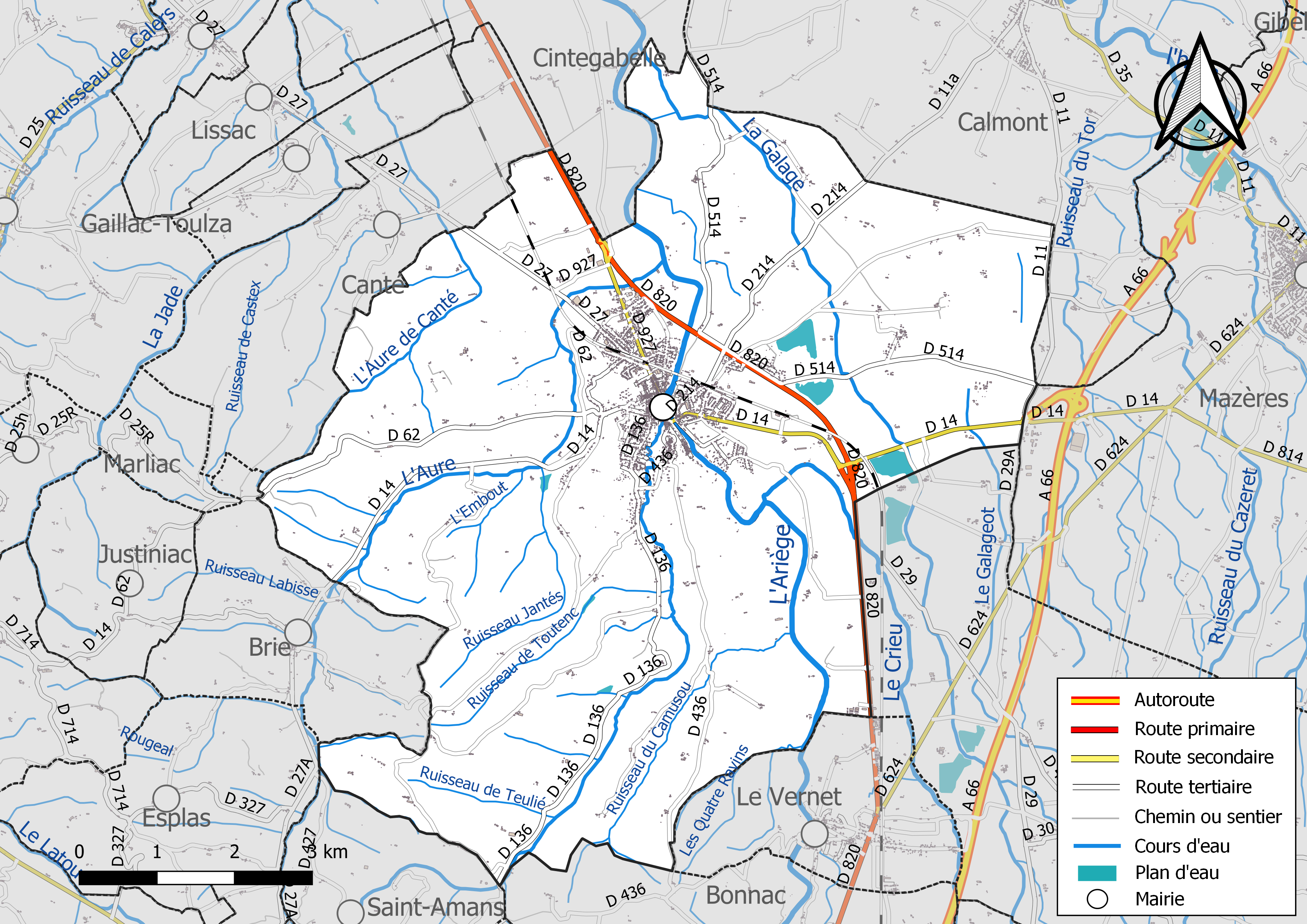
Réseaux hydrographique et routier de Saverdun.

La commune est dans le bassin versant de la Garonne, au sein du bassin hydrographique Adour-Garonne. Elle est drainée par l'Ariège, le Crieu, la Galage, l'Aure, la Lansonne, le Galageot, L'Embout, Les Quatre Ravins, le ruisseau de Bannègre, le ruisseau de Caillau, le ruisseau de Palach, le ruisseau de Pauliac, et par divers petits cours d'eau, constituant un réseau hydrographique de 71 km de longueur totale,.
L'Ariège, d'une longueur totale de 162,91 km, prend sa source dans la commune de Porta et s'écoule du sud vers le nord. Elle traverse la commune et se jette dans la Garonne à Portet-sur-Garonne, après avoir traversé 56 communes.
Le Crieu, d'une longueur totale de 34,8 km, prend sa source dans la commune de Ventenac et s'écoule du sud vers le nord. Il traverse la commune et se jette dans l'Ariège sur le territoire communal, après avoir traversé 14 communes.
La Galage, d'une longueur totale de 19,3 km, prend sa source dans la commune de Pamiers et s'écoule du sud vers le nord. Il traverse la commune et se jette dans l'Ariège à Cintegabelle, après avoir traversé 6 communes.
L'Aure, d'une longueur totale de 14,7 km, prend sa source dans la commune d'Unzent et s'écoule du sud vers le nord. Il traverse la commune et se jette dans l'Ariège sur le territoire communal, après avoir traversé 6 communes.
La Lansonne, d'une longueur totale de 10 km, prend sa source dans la commune d'Unzent et s'écoule du sud vers le nord. Il traverse la commune et se jette dans l'Ariège sur le territoire communal, après avoir traversé 3 communes.

### Climat
Pour des articles plus généraux, voir Climat de l'Occitanie et Climat de l'Ariège.
En 2010, le climat de la commune est de type climat du Bassin du Sud-Ouest, selon une étude s'appuyant sur une série de données couvrant la période 1971-2000. En 2020, Météo-France publie une typologie des climats de la France métropolitaine dans laquelle la commune est dans une zone de transition entre le climat océanique altéré et le climat de montagne et est dans la région climatique Pyrénées centrales, caractérisée par une pluviométrie annuelle de 1 000 à 1 200 mm.
Pour la période 1971-2000, la température annuelle moyenne est de 13,1 °C, avec une amplitude thermique annuelle de 15,8 °C. Le cumul annuel moyen de précipitations est de 748 mm, avec 9,1 jours de précipitations en janvier et 5,6 jours en juillet. Pour la période 1991-2020, la température moyenne annuelle observée sur la station météorologique la plus proche, située sur la commune de Montaut à 8 km à vol d'oiseau, est de 13,7 °C et le cumul annuel moyen de précipitations est de 677,1 mm,. Pour l'avenir, les paramètres climatiques de la commune estimés pour 2050 selon différents scénarios d'émission de gaz à effet de serre sont consultables sur un site dédié publié par Météo-France en novembre 2022.

### Milieux naturels et biodiversité

#### Espaces protégés
La protection réglementaire est le mode d’intervention le plus fort pour préserver des espaces naturels remarquables et leur biodiversité associée,.
Deux espaces protégés sont présents sur la commune : 
- le « cours de l'Ariège », objet d'un arrêté de protection de biotope, d'une superficie de 159,9 ha[30] ;
- « la Garonne, l'Ariège, l'Hers Vif et le Salat », objet d'un arrêté de protection de biotope, d'une superficie de 1 658,7 ha[31].

#### Réseau Natura 2000

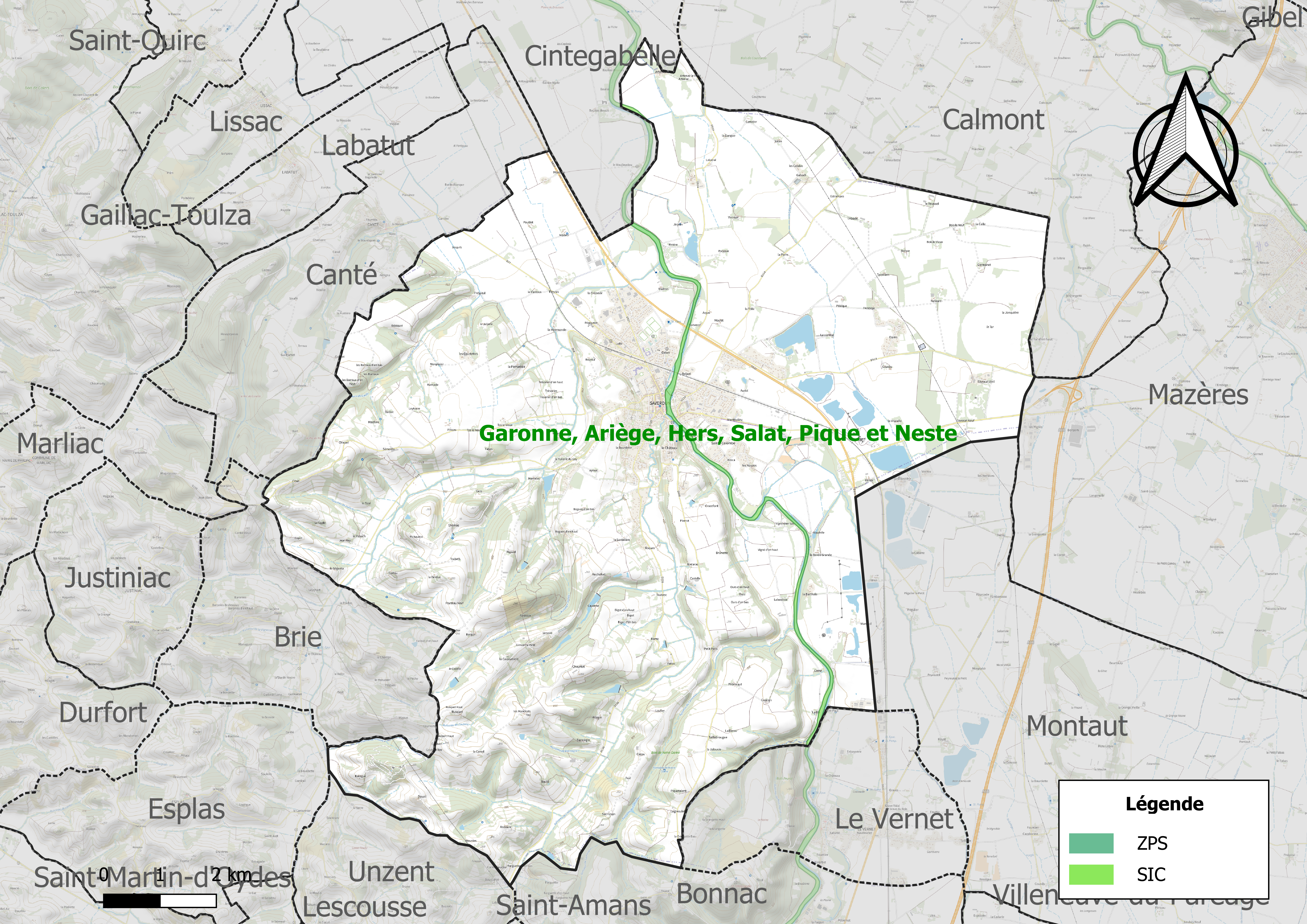
Site Natura 2000 sur le territoire communal.

Le réseau Natura 2000 est un réseau écologique européen de sites naturels d'intérêt écologique élaboré à partir des directives habitats et oiseaux, constitué de zones spéciales de conservation (ZSC) et de zones de protection spéciale (ZPS).
Un site Natura 2000 a été défini sur la commune au titre de la directive habitats : « Garonne, Ariège, Hers, Salat, Pique et Neste », d'une superficie de 9 581 ha, un réseau hydrographique pour les poissons migrateurs, avec des zones de frayères actives et potentielles importantes pour le Saumon en particulier qui fait l'objet d'alevinages réguliers et dont des adultes atteignent déjà Foix sur l'Ariège.

#### Zones naturelles d'intérêt écologique, faunistique et floristique
L’inventaire des zones naturelles d'intérêt écologique, faunistique et floristique (ZNIEFF) a pour objectif de réaliser une couverture des zones les plus intéressantes sur le plan écologique, essentiellement dans la perspective d’améliorer la connaissance du patrimoine naturel national et de fournir aux différents décideurs un outil d’aide à la prise en compte de l’environnement dans l’aménagement du territoire.
Deux ZNIEFF de type 1 sont recensées sur la commune :
le « bois de Bonnac » (779 ha), couvrant 5 communes du département, et 
le « cours de l'Ariège » (1 341 ha), couvrant 112 communes dont 86 dans l'Ariège et 26 dans la Haute-Garonne
et une ZNIEFF de type 2, : 
« L'Ariège et ripisylves » (1 975 ha), couvrant 56 communes dont 43 dans l'Ariège et 13 dans la Haute-Garonne.

Carte des ZNIEFF de type 1 et 2 à Saverdun.
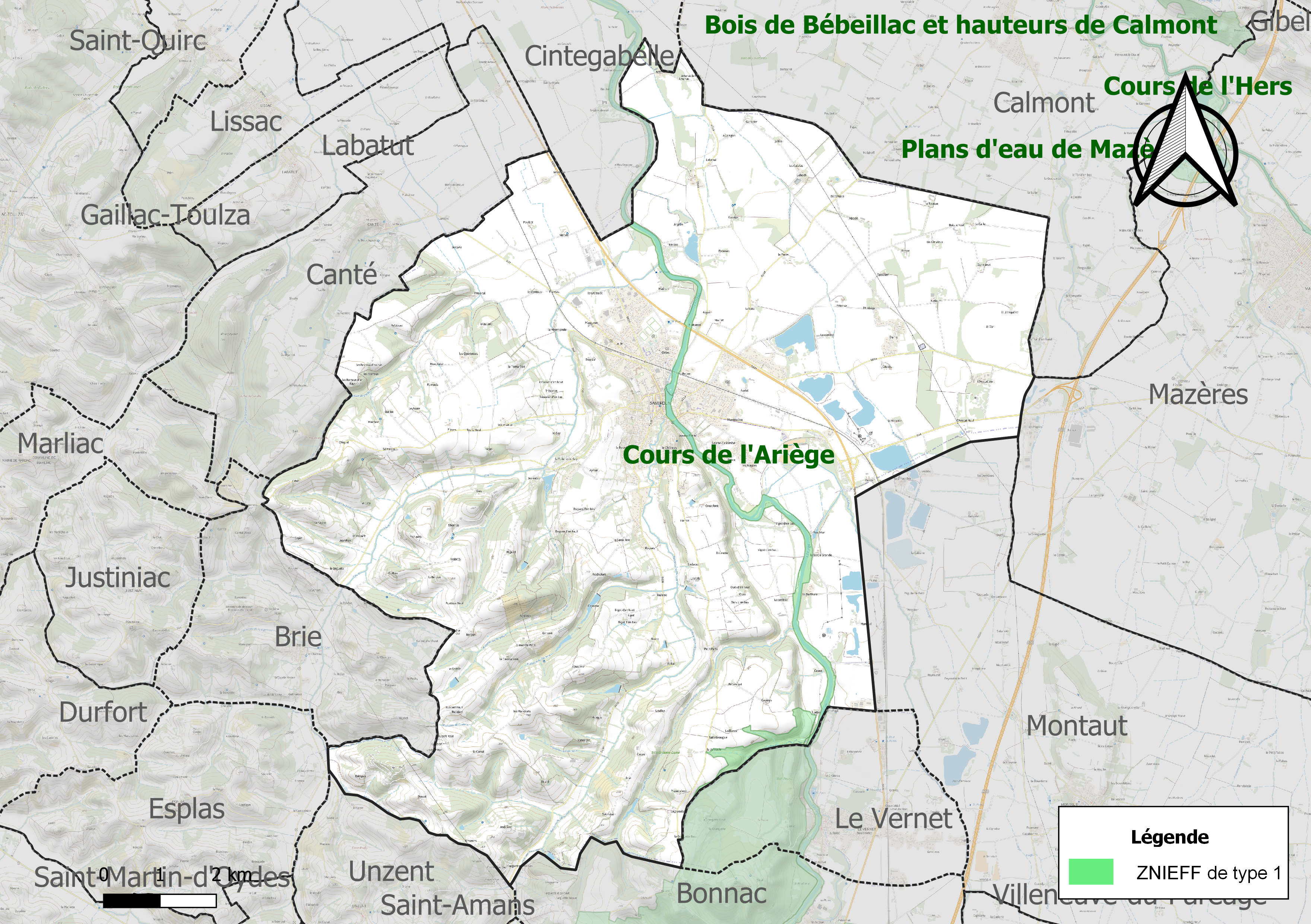
Carte des ZNIEFF de type 1 sur la commune.
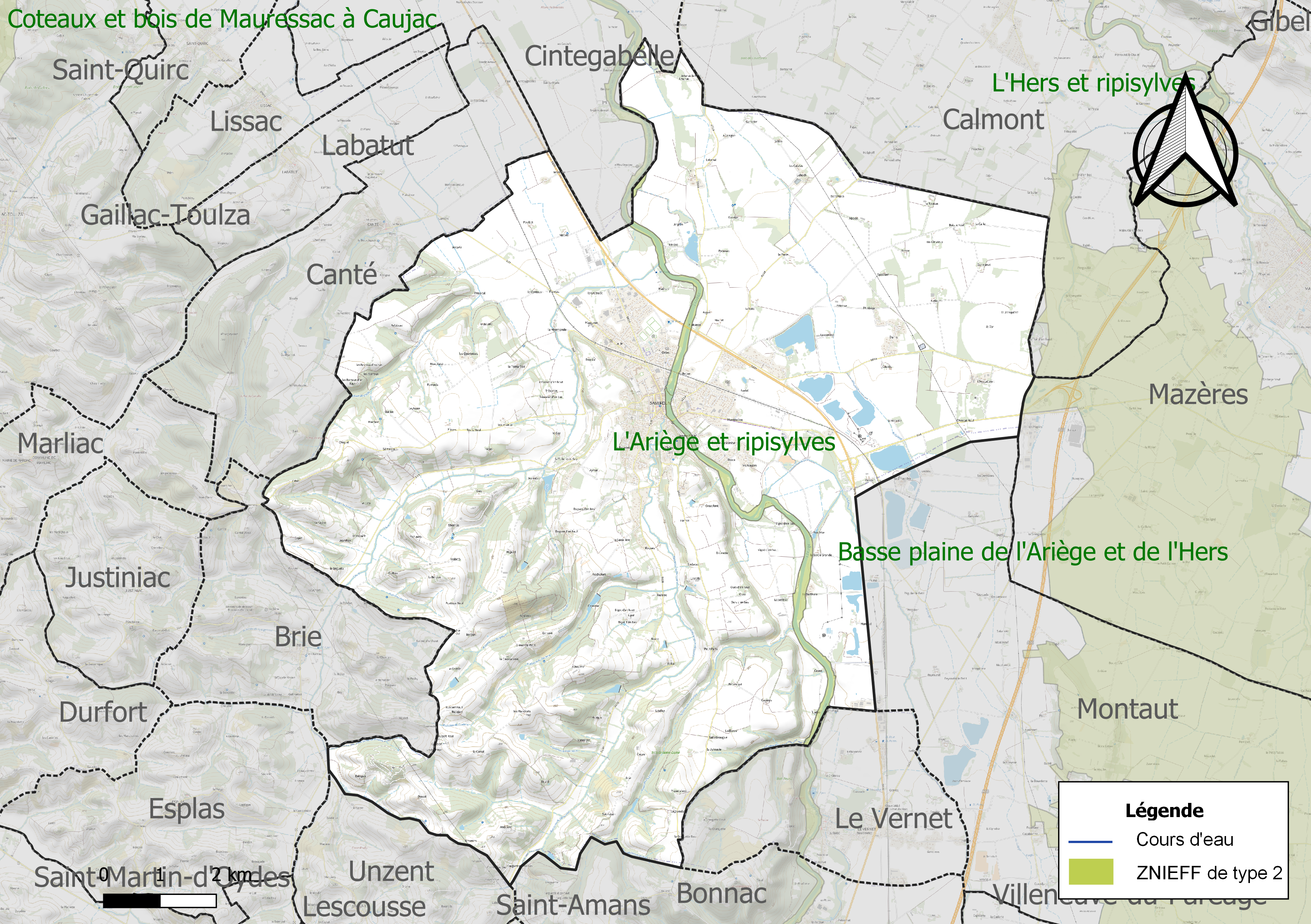
Carte de la ZNIEFF de type 2 sur la commune.

## Urbanisme

### Typologie
Au 1er janvier 2024, Saverdun est catégorisée bourg rural, selon la nouvelle grille communale de densité à 7 niveaux définie par l'Insee en 2022.
Elle appartient à l'unité urbaine de Saverdun, une unité urbaine monocommunale constituant une ville isolée,. Par ailleurs la commune fait partie de l'aire d'attraction de Toulouse, dont elle est une commune de la couronne,. Cette aire, qui regroupe 527 communes, est catégorisée dans les aires de 700 000 habitants ou plus (hors Paris),.

### Occupation des sols

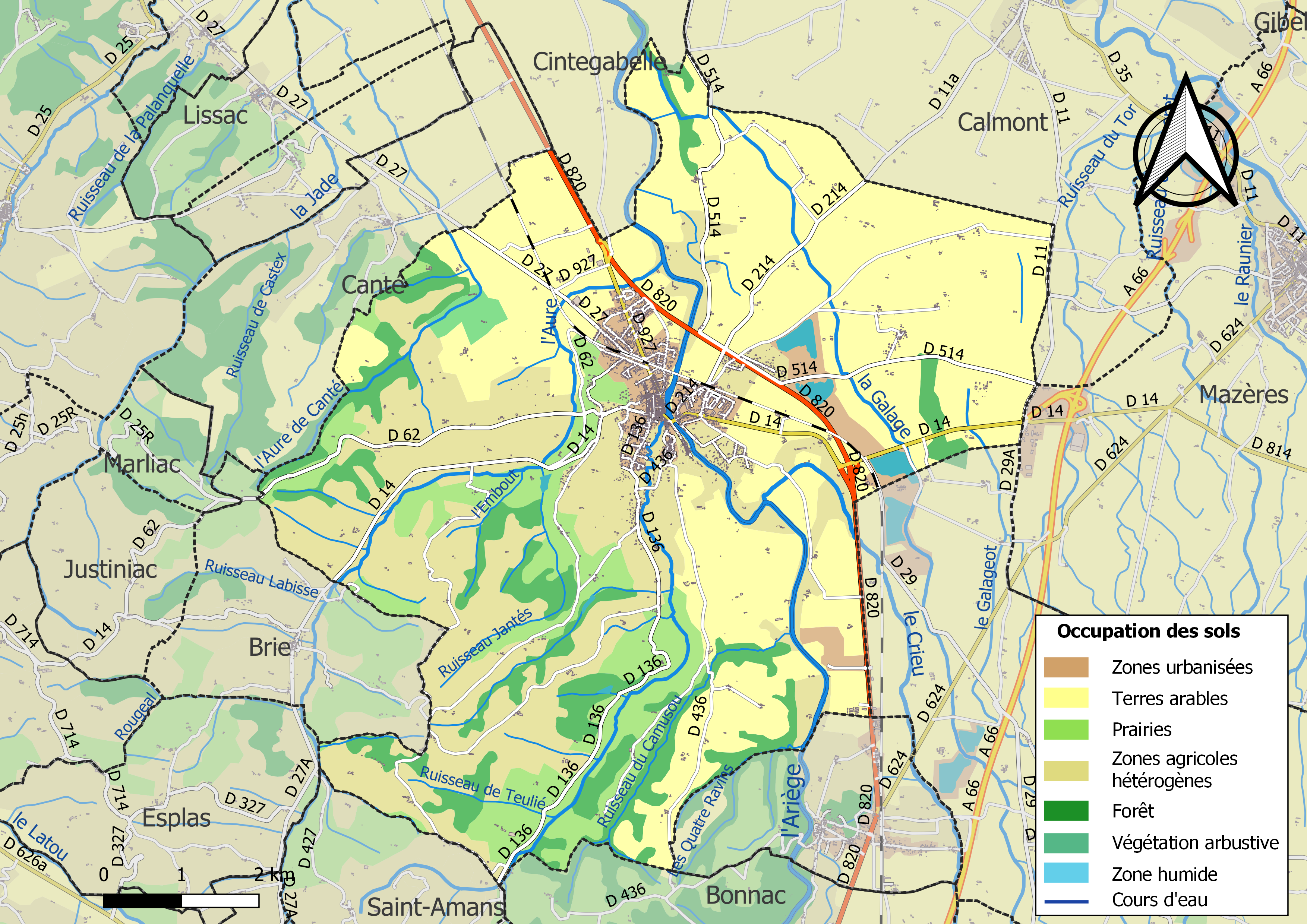
Carte des infrastructures et de l'occupation des sols de la commune en 2018 (CLC).

L'occupation des sols de la commune, telle qu'elle ressort de la base de données européenne d’occupation biophysique des sols Corine Land Cover (CLC), est marquée par l'importance des territoires agricoles (83,3 % en 2018), en diminution par rapport à 1990 (86,8 %). La répartition détaillée en 2018 est la suivante : 
terres arables (43,5 %), zones agricoles hétérogènes (28,5 %), prairies (11,2 %), forêts (9,8 %), zones urbanisées (2,9 %), mines, décharges et chantiers (2,9 %), milieux à végétation arbustive et/ou herbacée (0,7 %), zones industrielles ou commerciales et réseaux de communication (0,4 %). L'évolution de l’occupation des sols de la commune et de ses infrastructures peut être observée sur les différentes représentations cartographiques du territoire : la carte de Cassini (XVIIIe siècle), la carte d'état-major (1820-1866) et les cartes ou photos aériennes de l'IGN pour la période actuelle (1950 à aujourd'hui).

### Habitat et logement
En 2018, le nombre total de logements dans la commune était de 2 426, alors qu'il était de 2 188 en 2013 et de 2 103 en 2008.
Parmi ces logements, 88,8 % étaient des résidences principales, 2,3 % des résidences secondaires et 8,9 % des logements vacants. Ces logements étaient pour 78,8 % d'entre eux des maisons individuelles et pour 20,6 % des appartements.
Le tableau ci-dessous présente la typologie des logements à Saverdun en 2018 en comparaison avec celle de l'Ariège et de la France entière. Une caractéristique marquante du parc de logements est ainsi une proportion de résidences secondaires et logements occasionnels (2,3 %) inférieure à celle du département (24,6 %) mais supérieure à celle de la France entière (9,7 %). Concernant le statut d'occupation de ces logements, 60,2 % des habitants de la commune sont propriétaires de leur logement (60,6 % en 2013), contre 66,3 % pour l'Ariège et 57,5 % pour la France entière.
| Typologie                                               | Saverdun | Ariège | France entière |
| ------------------------------------------------------- | -------- | ------ | -------------- |
| Résidences principales (en %)                           | 88,8     | 65,7   | 82,1           |
| Résidences secondaires et logements occasionnels (en %) | 2,3      | 24,6   | 9,7            |
| Logements vacants (en %)                                | 8,9      | 9,7    | 8,2            |

### Voies de communication et transports

#### Voies routières
La commune est traversée par les départementales 14 et 820 (ancienne RN 20) et desservie par la sortie 2 de l'autoroute A66.

#### Transports en commun
La commune est desservie par une gare de la SNCF, située sur la ligne reliant Portet-sur-Garonne à la frontière espagnole à Puigcerda, et desservie par le réseau d'autocars Arc-en-ciel.

### Risques majeurs
Le territoire de la commune de Saverdun est vulnérable à différents aléas naturels : inondations, climatiques (grand froid ou canicule), mouvements de terrains et séisme (sismicité faible). Il est également exposé à deux risques technologiques,  le transport de matières dangereuses et la rupture d'un barrage,.

#### Risques naturels

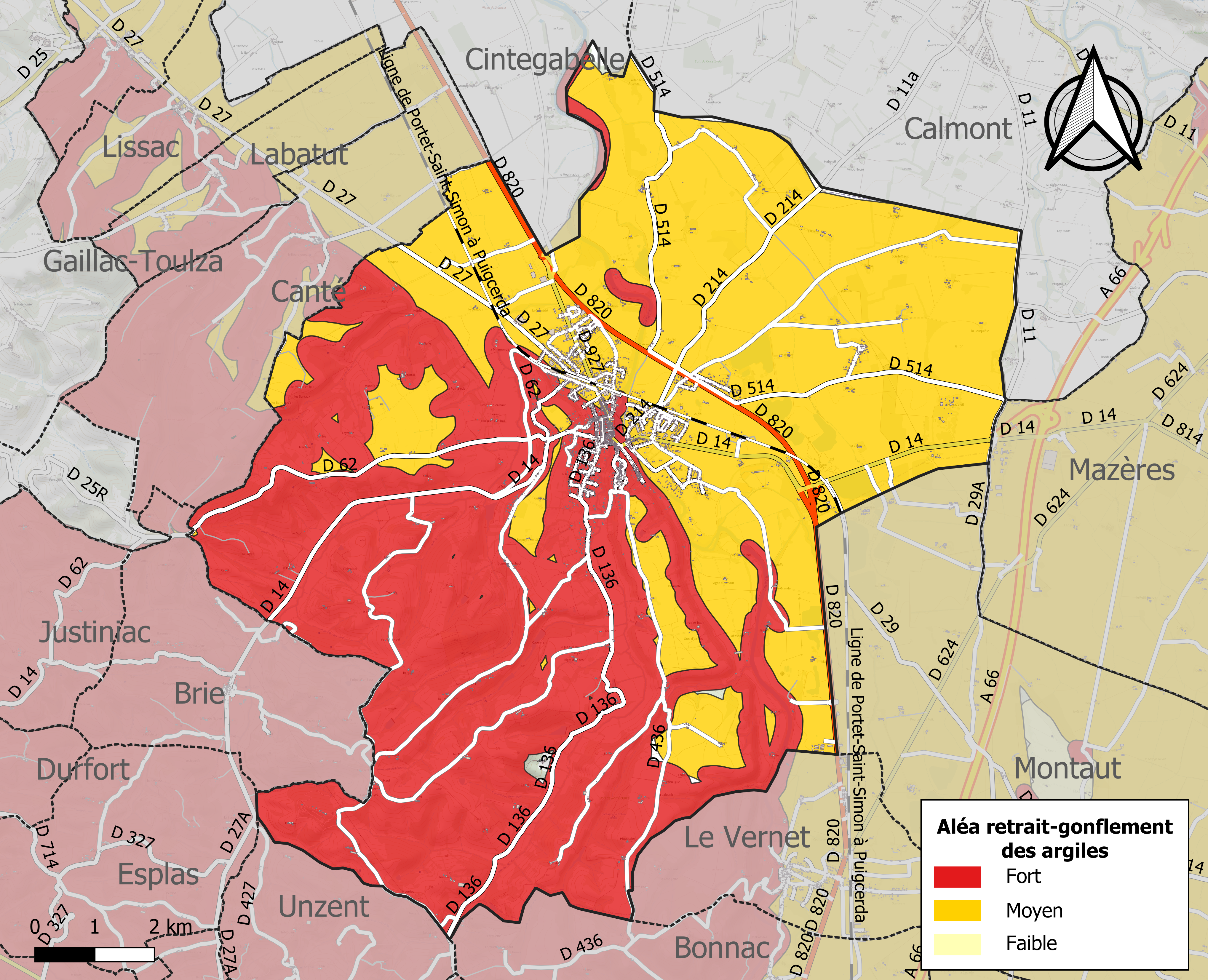
Zonage de l'aléa retrait-gonflement des argiles sur la commune de Saverdun.

Certaines parties du territoire communal sont susceptibles d’être affectées par le risque d’inondation par débordement, crue torrentielle d'un cours d'eau, l'Ariège et du Crieu, ou ruissellement d'un versant.
Les mouvements de terrains susceptibles de se produire sur la commune sont soit des chutes de blocs, soit des glissements de terrains, soit des mouvements liés au retrait-gonflement des argiles. Près de 50 % de la superficie du département est concernée par l'aléa retrait-gonflement des argiles, dont la commune de Saverdun. L'inventaire national des cavités souterraines permet par ailleurs de localiser celles situées sur la commune.
Ces risques naturels sont pris en compte dans l'aménagement du territoire de la commune par le biais d'un plan de prévention des risques (PPR) inondation et mouvement de terrain approuvé le 9 février2009.

#### Risques technologiques
Le risque de transport de matières dangereuses par une infrastructure routière ou ferroviaire ou par une canalisation de transport de gaz concerne la commune. Un accident se produisant sur une telle infrastructure est en effet susceptible d’avoir des effets graves au bâti ou aux personnes jusqu’à 350 m, selon la nature du matériau transporté. Des dispositions d’urbanisme peuvent être préconisées en conséquence.
Dans le département de l’Ariège on dénombre cinq grands barrages susceptibles d’occasionner des dégâts en cas de rupture. La commune fait partie des 80 communes susceptibles d’être touchées par l’onde de submersion consécutive à la rupture d’un de ces barrages.

## Histoire
Peu d'informations relatives à la situation de Saverdun sont disponibles entre la fin de l'Empire romain et le Xe siècle. Toutefois, un important château dont la tour s'élevait à 19 mètres et plusieurs églises ont été construits dès le début du XIe siècle.
Saverdun a ensuite été étroitement mêlé aux événements de la croisade des Albigeois qui ensanglantent le Midi de la France entre les XIe et XIIIe siècles et qui ont déjà provoqué la perte de nombreux édifices médiévaux.
Son développement s'est néanmoins poursuivi par la suite, puisque l'hôpital Saint-Jacques y a été construit en 1289 ainsi que le couvent des Augustins en 1316.
Le développement de Saverdun, qui avait été largement acquis à la Réforme, s'est encore poursuivi jusqu'à la fin du XVIe siècle, époque à partir de laquelle elle a été à nouveau durement affectée par les guerres de Religion. On estime que la population devait alors s'élever entre 3 000 et 4 000 habitants occupant 800 foyers environ, ce qui devait constituer une bourgade relativement importante à cette époque dans la région.
Finalement, Louis XIII fit raser tous ses remparts entre 1630 et 1633 et une trentaine d'années plus tard, la destruction des édifices religieux protestants fut décidée et exécutée.
Selon une « carte postale » datant de 1624, les remparts de Saverdun occupaient l'actuel lieu-dit le Château, alors que, contrairement à la situation la plus habituelle de l'époque, la plus grande partie de la ville était construite « hors les murs » à l'endroit où elle se trouve aujourd'hui.
À quelques exceptions près, ne subsistent des constructions importantes de Saverdun à l'époque médiévale et post-médiévale, que quelques vestiges du château qui devait pourtant être imposant. Ainsi de la tour, qui aurait mesuré 19 mètres de haut sur 8 mètres de diamètre à la base, il ne reste qu'un moignon de quelques mètres dans un état de délabrement avancé.
Les seuls édifices historiques remarquables visibles sont une aile de l'hôpital Saint-Jacques, telle qu'elle a été reconstruite immédiatement après l'incendie qui a ravagé complètement l'édifice en 1751 et l'église Notre-Dame, construite en 1648 après la destruction de toutes les églises de la ville par les « Réformés ».
Le temple protestant, place Roussille, est beaucoup plus récent puisque sa construction n'a été entamée qu'en 1792 et achevée en 1823. Il a ensuite subi différentes transformations dont la dernière a été effectuée en 1970. On notera que l'esplanade sur laquelle il est construit, lui est très antérieure.
Un autre édifice de l'époque, le moulin farinier, ignoré sans doute par une grande partie de la population, parce que situé à l'intérieur des locaux de la minoterie, subsiste également aujourd'hui. Le moulin qui a subi de nombreuses transformations depuis sa première édification, aurait existé avant 1566 et été reconstruit en 1640 après une inondation qui l'aurait entièrement emporté. Il fonctionne toujours mais en tant que centrale hydro-électrique non accessible au public.
Saverdun n'a guère compté qu'une fabrique de faux comme activité industrielle, elle fit faillite en 1861 alors qu'elle comptait une quarantaine d'ouvriers.
Saverdun est aussi un haut lieu de la Résistance en Ariège.
Le 7 décembre 1966, un avion de transport militaire Noratlas, du Centre d'instruction des équipages de transport 340, s'écrase sur la commune à la suite d'un givrage brutal. Aucun survivant parmi les quatre membres de l'équipage. Une stèle a été placée en leur honneur sur la D 229 après la sablière, en direction de Mazères.

## Politique et administration

### Découpage territorial
La commune de Saverdun est membre de la communauté de communes des Portes d'Ariège Pyrénées, un établissement public de coopération intercommunale (EPCI) à fiscalité propre créé le 5 octobre 2016 dont le siège est à Pamiers. Ce dernier est par ailleurs membre d'autres groupements intercommunaux.
Sur le plan administratif, elle est rattachée à l'arrondissement de Pamiers, au département de l'Ariège, en tant que circonscription administrative de l'État, et à la région Occitanie.
Sur le plan électoral, elle dépend du canton des Portes d'Ariège pour l'élection des conseillers départementaux, depuis le redécoupage cantonal de 2014 entré en vigueur en 2015, et de la deuxième circonscription de l'Ariège  pour les élections législatives, depuis le redécoupage électoral de 1986.

### Administration municipale
Le nombre d'habitants au recensement de 2017 étant compris entre 3 500 habitants et 4 999 habitants au dernier recensement, le nombre de membres du conseil municipal est de vingt sept,.

### Liste des maires
| Période                                  | Période   | Identité            | Étiquette       | Qualité                        |
| ---------------------------------------- | --------- | ------------------- | --------------- | ------------------------------ |
| Les données manquantes sont à compléter. |           |                     |                 |                                |
| mars 1959                                | mars 1965 | Augustin Remaury    |                 |                                |
| mars 1965                                | mars 1983 | Lucien Amiel        | SFIO puis PS    | Conseiller général (1964-1982) |
| mars 1983                                | mars 1989 | Roger Seban         | RPR             | Médecin                        |
| mars 1989                                | mars 2001 | Jean-Louis Bertrand | PS              |                                |
| mars 2001                                | En cours  | Philippe Calleja    | RPR puis UMP-LR | Médecin                        |

### Jumelages
- Verdun (Montréal) (Québec). En 1671, un fief noble est concédé à Zacharie Dupuis, militaire français arrivé en 1655 en Nouvelle-France, à proximité des rapides du Sault-Saint-Louis (Rapides de Lachine) qu'il dénomme Verdun en souvenir de Saverdun, son village natal. Ce fief de 320 arpents, correspond aujourd'hui au quartier de Crawford aux limites ouest de Verdun. Le secteur occupait un emplacement stratégique, car il était un lieu d'un ancien portage amérindien, sur la route du commerce des fourrures. Saverdun et Verdun, au Québec, sont jumelées depuis 1981. Depuis 2002, Verdun constitue un arrondissement de Montréal.
- La Roche-en-Ardenne (Belgique)

## Population et société

### Démographie
L'évolution du nombre d'habitants est connue à travers les recensements de la population effectués dans la commune depuis 1793. Pour les communes de moins de 10 000 habitants, une enquête de recensement portant sur toute la population est réalisée tous les cinq ans, les populations de référence des années intermédiaires étant quant à elles estimées par interpolation ou extrapolation. Pour la commune, le premier recensement exhaustif entrant dans le cadre du nouveau dispositif a été réalisé en 2005.

En 2022, la commune comptait 4 808 habitants, en évolution de +0,75 % par rapport à 2016 (Ariège : +1,48 %, France hors Mayotte : +2,11 %).
| 1793  | 1800  | 1806  | 1821  | 1831  | 1836  | 1841  | 1846  | 1851  |
| ----- | ----- | ----- | ----- | ----- | ----- | ----- | ----- | ----- |
| 2 954 | 2 876 | 2 993 | 3 147 | 3 327 | 3 855 | 3 961 | 4 117 | 4 292 |

| 1856  | 1861  | 1866  | 1872  | 1876  | 1881  | 1886  | 1891  | 1896  |
| ----- | ----- | ----- | ----- | ----- | ----- | ----- | ----- | ----- |
| 4 121 | 4 205 | 3 983 | 3 876 | 4 008 | 3 791 | 3 642 | 3 466 | 3 286 |

| 1901  | 1906  | 1911  | 1921  | 1926  | 1931  | 1936  | 1946  | 1954  |
| ----- | ----- | ----- | ----- | ----- | ----- | ----- | ----- | ----- |
| 3 362 | 3 537 | 3 449 | 3 209 | 3 227 | 2 892 | 3 017 | 3 032 | 3 139 |

| 1962  | 1968  | 1975  | 1982  | 1990  | 1999  | 2005  | 2006  | 2010  |
| ----- | ----- | ----- | ----- | ----- | ----- | ----- | ----- | ----- |
| 3 447 | 3 916 | 3 969 | 3 639 | 3 568 | 3 589 | 4 000 | 4 081 | 4 528 |

| 2015  | 2020  | 2022  | - | - | - | - | - | - |
| ----- | ----- | ----- | - | - | - | - | - | - |
| 4 734 | 4 815 | 4 808 | - | - | - | - | - | - |

| selon la population municipale des années : | 1968 | 1975 | 1982 | 1990 | 1999 | 2006 | 2009 | 2013 |
| Rang de la commune dans le département      | 6    | 6    | 6    | 5    | 5    | 5    | 5    | 5    |
| Nombre de communes du département           | 340  | 328  | 330  | 332  | 332  | 332  | 332  | 332  |

### Enseignement
Saverdun fait partie de l'académie de Toulouse.
La commune possède une école maternelle, deux écoles primaires, un collège, un lycée professionnel et un institut protestant.

#### École maternelle
- École maternelle Charles-Perrault[66]

#### École primaire
- École élémentaire Pierre-et-Marie-Curie I[67]
- École élémentaire Pierre-et-Marie-Curie II[67]

#### Collège
- Collège du Girbet[68]

#### Lycée professionnel
- Lycée professionnel[69] Dr-Philippe-Tissié.

#### Institut protestant
L'Institut protestant, fondé en 1839 et issu de la paroisse locale est reconnu d'utilité publique. L'institut se charge de l'accueil des enfants orphelins ou en difficulté, de leur éducation, leur insertion dans la vie sociale et professionnelle.

### Sports
- Rugby à XV : l'Union athlétique saverdunoise évolue en Fédérale 3 pour la saison 2023-2024,
- Football : Football Club de Saverdun
- Natation : Saverdun Pyrénées Natation Sauvetage,
- Basket-ball : UA Saverdun Basket,

### Cultes
Au cœur de la cité se trouvent l'église Notre-Dame (catholique), et le temple de Saverdun (protestant), ainsi qu'un vaste cimetière.

## Économie

### Revenus
En 2018, la commune compte 1 973 ménages fiscaux, regroupant 4 457 personnes. La médiane du revenu disponible par unité de consommation est de 20 430 € (19 820 € dans le département). 42 % des ménages fiscaux sont imposés (40,7 % dans le département).

### Emploi
| Division       | 2008  | 2013   | 2018   |
| -------------- | ----- | ------ | ------ |
| Commune        | 7,8 % | 11,1 % | 10,2 % |
| Département    | 8,9 % | 11,1 % | 11,2 % |
| France entière | 8,3 % | 10 %   | 10 %   |

En 2018, la population âgée de 15 à 64 ans s'élève à 2 979 personnes, parmi lesquelles on compte 75,8 % d'actifs (65,6 % ayant un emploi et 10,2 % de chômeurs) et 24,2 % d'inactifs,. En  2018, le taux de chômage communal (au sens du recensement) des 15-64 ans est inférieur à celui du département, mais supérieur à celui de la France, alors qu'en 2008 il était inférieur à celui de la France.
La commune fait partie de la couronne de l'aire d'attraction de Toulouse, du fait qu'au moins 15 % des actifs travaillent dans le pôle,. Elle compte 1 426 emplois en 2018, contre 1 348 en 2013 et 1 361 en 2008. Le nombre d'actifs ayant un emploi résidant dans la commune est de 1 980, soit un indicateur de concentration d'emploi de 72 % et un taux d'activité parmi les 15 ans ou plus de 57,3 %.
Sur ces 1 980 actifs de 15 ans ou plus ayant un emploi, 626 travaillent dans la commune, soit 32 % des habitants. Pour se rendre au travail, 80,3 % des habitants utilisent un véhicule personnel ou de fonction à quatre roues, 7 % les transports en commun, 8 % s'y rendent en deux-roues, à vélo ou à pied et 4,7 % n'ont pas besoin de transport (travail au domicile).

### Activités hors agriculture
386 établissements sont implantés  à Saverdun au 31 décembre 2019. Le tableau ci-dessous en détaille le nombre par secteur d'activité et compare les ratios avec ceux du département,.
| Secteur d'activité                                                                                        | Commune | Commune | Département |
| Secteur d'activité                                                                                        | Nombre  | %       | %           |
| --- | ------- | ------- | ----------- |
| Ensemble                                                                                                  | 386     | 100 %   | (100 %)     |
| Industrie manufacturière, industries extractives et autres                                                | 61      | 15,8 %  | (12,9 %)    |
| Construction                                                                                              | 46      | 11,9 %  | (14,2 %)    |
| Commerce de gros et de détail, transports, hébergement et restauration                                    | 84      | 21,8 %  | (27,5 %)    |
| Information et communication                                                                              | 5       | 1,3 %   | (1,8 %)     |
| Activités financières et d'assurance                                                                      | 9       | 2,3 %   | (2,8 %)     |
| Activités immobilières                                                                                    | 20      | 5,2 %   | (4,2 %)     |
| Activités spécialisées, scientifiques et techniques et activités de services administratifs et de soutien | 61      | 15,8 %  | (13,2 %)    |
| Administration publique, enseignement, santé humaine et action sociale                                    | 61      | 15,8 %  | (14,4 %)    |
| Autres activités de services                                                                              | 39      | 10,1 %  | (8,8 %)     |

Le secteur du commerce de gros et de détail, des transports, de l'hébergement et de la restauration est prépondérant sur la commune puisqu'il représente 21,8 % du nombre total d'établissements de la commune (84 sur les 386 entreprises implantées  à Saverdun), contre 27,5 % au niveau départemental.
Les cinq entreprises ayant leur siège social sur le territoire communal qui génèrent le plus de chiffre d'affaires en 2020 sont : 
- Germa, supermarchés (23 664 k€)
- Lauralu, fabrication de structures métalliques et de parties de structures (11 750 k€)
- Minoterie Mercier-Capla, meunerie (7 237 k€)
- Denjean Ariege Granulats, exploitation de gravières et sablières, extraction d'argiles et de kaolin (5 396 k€)
- Judicael, commerce de détail de quincaillerie, peintures et verres en grandes surfaces (400 m² et plus) (2 407 k€)

### Secteur agricole
Saverdun est une agglomération rurale, dont la principale économie est l'agriculture.

### Agriculture
La commune fait partie de la petite région agricole dénommée « Plaine de l'Ariège ». En 2010, l'orientation technico-économique de l'agriculture  sur la commune est la polyculture et le polyélevage.
|                                   | 1988  | 2000 | 2010 |
| --------------------------------- | ----- | ---- | ---- |
| Exploitations                     | 117   | 77   | 69   |
| Superficie agricole utilisée (ha) | 4 556 | 4674 | 4450 |

Le nombre d'exploitations agricoles en activité et ayant leur siège dans la commune est passé de 117 lors du recensement agricole de 1988 à 77 en 2000 puis à 69 en 2010, soit une baisse de 41 % en 22 ans. Le même mouvement est observé à l'échelle du département qui a perdu pendant cette période 48 % de ses exploitations. La surface agricole utilisée sur la commune a également diminué, passant de 4 556 ha en 1988 à 4 450 ha en 2010. Parallèlement la surface agricole utilisée moyenne par exploitation a augmenté, passant de 39 à 64 ha.

### Secteur industriel
- Les industries du bois
- L'industrie agro-alimentaire
- Les industries mécaniques et métalliques
- Les espaces verts

### Artisanat et commerce
En 2011, Saverdun accueille le Centre d'affaires Larlenque, dont l'activité s'articule autour du commerce de détail de quincaillerie, peintures et verres en petites surfaces.

## Culture locale et patrimoine

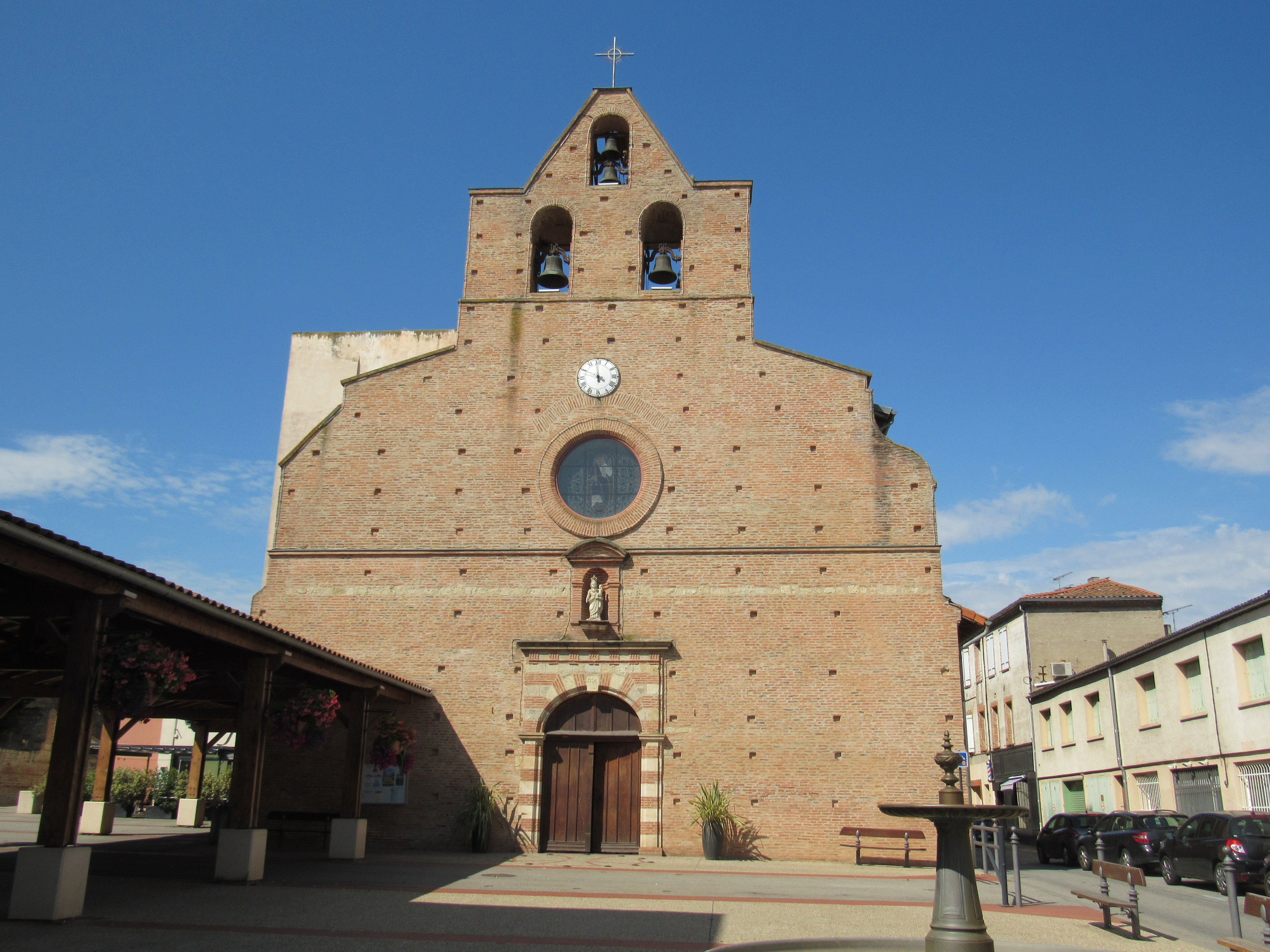
L'église Notre-Dame et son clocher-mur, bordée par la halle.

### Lieux et bâtiments
- Église Notre-Dame de Saverdun.
- Temple de l’Église protestante unie de France.
- Capsule temporelle

Le 17 octobre 2015, une « Capsule Temporelle » renfermant des messages rédigés par les enfants et la population de la communauté de communes Saverdun a été enfouie dans le jardin public de l'école Pierre-et-Marie-Curie. La réouverture de cette « Capsule » est prévue pour le 17 octobre 2035. Elle contient plus de 530 messages. Cet évènement a été réalisé par les enfants du centre de loisirs.[réf. nécessaire]

### Personnalités liées à la commune
- Jacques Fournier (né à Canté vers 1285)-1342, élu pape à Avignon en 1334 sous le nom de Benoît XII
- Arnaud Novel, cardinal né à Saverdun (date inconnue, mort en 1317)
- Bernard d'Albi, cardinal né à Saverdun (date inconnue, mort en 1350)
- Zacharie Dupuis, militaire français né en 1608 ou en 1610 à Saverdun, mort en 1676 sans descendance[75], connu pour avoir fondé, au Canada, la ville de Verdun, aujourd'hui un des arrondissements de Montréal.
- Jean-Jacques Sol, (1751-1835), homme politique, député de l'Ariège de 1804 à 1809, maire de Lissac (Ariège).
- Gabriel Désombs de Fajac (1752-1829), général français de la Révolution et de l’Empire, né et mort à Saverdun.
- Pierre Sol-Beauclair (1754-1814), général français de la Révolution et de l’Empire, né à Saverdun.
- Jacques-Thomas Sarrut, général-baron né à Canté le 16 août 1765. Sert sous la Révolution française et le Premier Empire, honoré pour ses faits d'armes et son courage par l'Empereur Napoléon Ier, mort le 26 juin 1813 (bataille de Vitoria, Espagne)
- Jean-Pierre-Jacques-Auguste de Labouïsse-Rochefort (1778-1852), homme de lettres français né à Saverdun
- Pierre Félix Ducasse (1844-1904), journaliste, orateur populaire des réunions publiques, écrivain, capitaine d'État-major de la Garde nationale, protagoniste de la Commune révolutionnaire éphémère de Toulouse, puis pasteur à Camarès, né à Saverdun le 23 septembre 1844
- Antonio Ortiz Ramírez (1907-1996), militant anarchiste catalan
- Aldo Quaglio (1932-2017), joueur de rugby à XV né à Saverdun
- Michel Roussel, ex-directeur d'enquêtes de la cellule Homicide 31, essayiste, né à Saverdun le 19 février 1961
- Fabien Pelous, joueur de rugby à XV (2e ligne), capitaine de l'équipe de France, 118 sélections
- Nelson Épée (2001), joueur de rugby à XV et international de rugby à sept, a passé son enfance à Saverdun et a débuté avec l'Union athlétique saverdunoise. Il fait partie de l'équipe de France championne olympique de rugby à sept en 2024 à Paris.

### Cinéma
Le film Trois amis sorti en 2007 a été tourné en partie à Saverdun.

### Équipements culturels
Saverdun dispose d'un Centre culturel, dans lequel il y a un Centre de ressources (reprographie, bureautique, réseau câblé, et internet…), mais aussi une médiathèque publique et une salle de spectacle.
Le cinéma est inclus dans le Centre culturel, avec une capacité de 189 places.
La ville dispose de deux salles des fêtes dont une de grande capacité, et une autre petite salle d'une centaine de places.
Saverdun s'implique auprès des différents groupes d'animation :
- l'Atelier chorégraphique ;
- la Chorale « Au bonheur de chanter » ;
- la Compagnie de théâtre du « Chat Noir » ;
- la troupe ludique « Côté Jardin » ;
- la troupe de danse « Danse ! Petit Prince ».

### Héraldique
| Blason de Saverdun | Blason  | De gueules à un château donjonné d'or ouvert et ajouré du champ. |
| Blason de Saverdun | Détails | La municipalité utilise le chateau donjonné très schématisé, et le blasonne très succinctement en simple "chateau d'or"                                                                  |
| Blason de Saverdun | Alias   | (Blason historique d'Hozier Armorial 1696, Vol15, p.1277) De gueules à une tour carrée d'or. On explique assez mal comment la tour carrée de D'Hosier est devenue un chateau donjonné... |